# Sabine Leidig

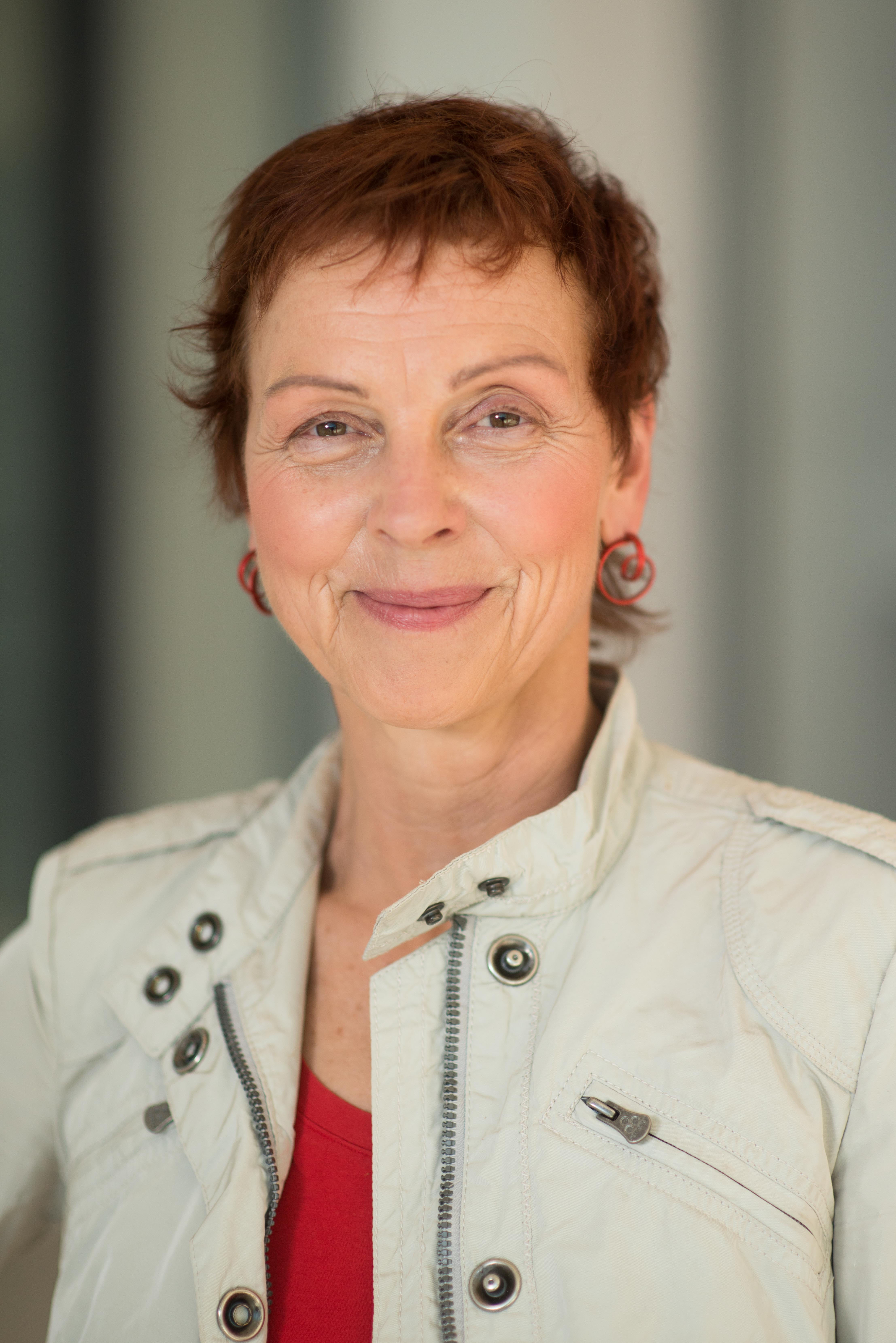
Sabine Leidig (2017)

Sabine Leidig (* 7. August 1961 in Heidelberg) ist eine ehemalige deutsche Politikerin, Gewerkschafterin und war von 2002 bis 2009 Geschäftsführerin von Attac Deutschland. Von September 2009 bis Oktober 2021 war sie Bundestagsabgeordnete für die Partei Die Linke.

## Leben und Beruf
Sabine Leidig wuchs in und in der Umgebung von Heidelberg auf. Nach ihrer Berufsausbildung zur Biologielaborantin ab 1979 war sie zehn Jahre lang in ihrem Beruf im Institut für Immunologie und Genetik im Deutschen Krebsforschungszentrum tätig. Seit 1975 war sie Mitglied in der ökumenischen Musik-Theater-Jugendgruppe „Grüne Welle“. Ab 1980 war sie Jugendvertreterin und danach Personalrätin im Deutschen Krebsforschungszentrum. Ihre gewerkschaftliche Tätigkeit umfasste Jugend-, Bildungs- und Kulturarbeit. Leidig war von 1982 bis 1991 Mitglied der DKP und danach bis 2009 parteilos. Sie war zeitweise stellvertretende Kreisvorsitzende in der DKP in Heidelberg sowie verantwortlich für die Marxistische ArbeiterInnen Bildung (MAB).
Sabine Leidig wurde 1992 hauptamtliche Jugendbildungsreferentin in beim DGB Baden-Württemberg für Nordbaden und 1996 zur DGB-Regionsvorsitzenden für Mittelbaden gewählt. Sie war im Vorstand von Stadt- und Kreisjugendring und zeitweise als Frauenbeauftragte im Vorstand des Landesjugendringes tätig. Des Weiteren arbeitete sie in der AG Betrieb & Gewerkschaft der PDS, in der Initiative „GewerkschafterInnen gegen Krieg“ und bei der nationalen und auch internationalen Vernetzung von Gewerkschaftslinken mit.
Vom 1. Januar 2003 bis zu ihrem Einzug in den Deutschen Bundestag im September 2009 war Leidig Bundesgeschäftsführerin des globalisierungskritischen Netzwerkes Attac Deutschland im Bundesbüro in Frankfurt am Main. Hier war sie unter anderem für die Finanzen und das Personal verantwortlich, arbeitete im Koordinierungskreis mit, hielt Kontakte zu den Mitgliedsorganisationen und anderen Organisationen innerhalb von Bündnissen und arbeitete an der Bildungsarbeit und insbesondere der strategischen Organisationsentwicklung von Attac. Auch war sie maßgeblich an Entwicklung und Durchführung bundesweiter Veranstaltungen wie Attac-Ratschläge und -Sommerakademien, an verschiedenen Kampagnen wie „Lidl ist nicht zu billigen“  oder Bahn für Alle beteiligt. Außerdem an den Protesten zum G8-Gipfel in Heiligendamm 2007, und an Kongressen wie der Europäischen Attac-Sommeruniversität 2008 und dem Kapitalismuskongress 2009.
Sabine Leidig ist Mutter eines Sohnes.

## Bundestagsabgeordnete

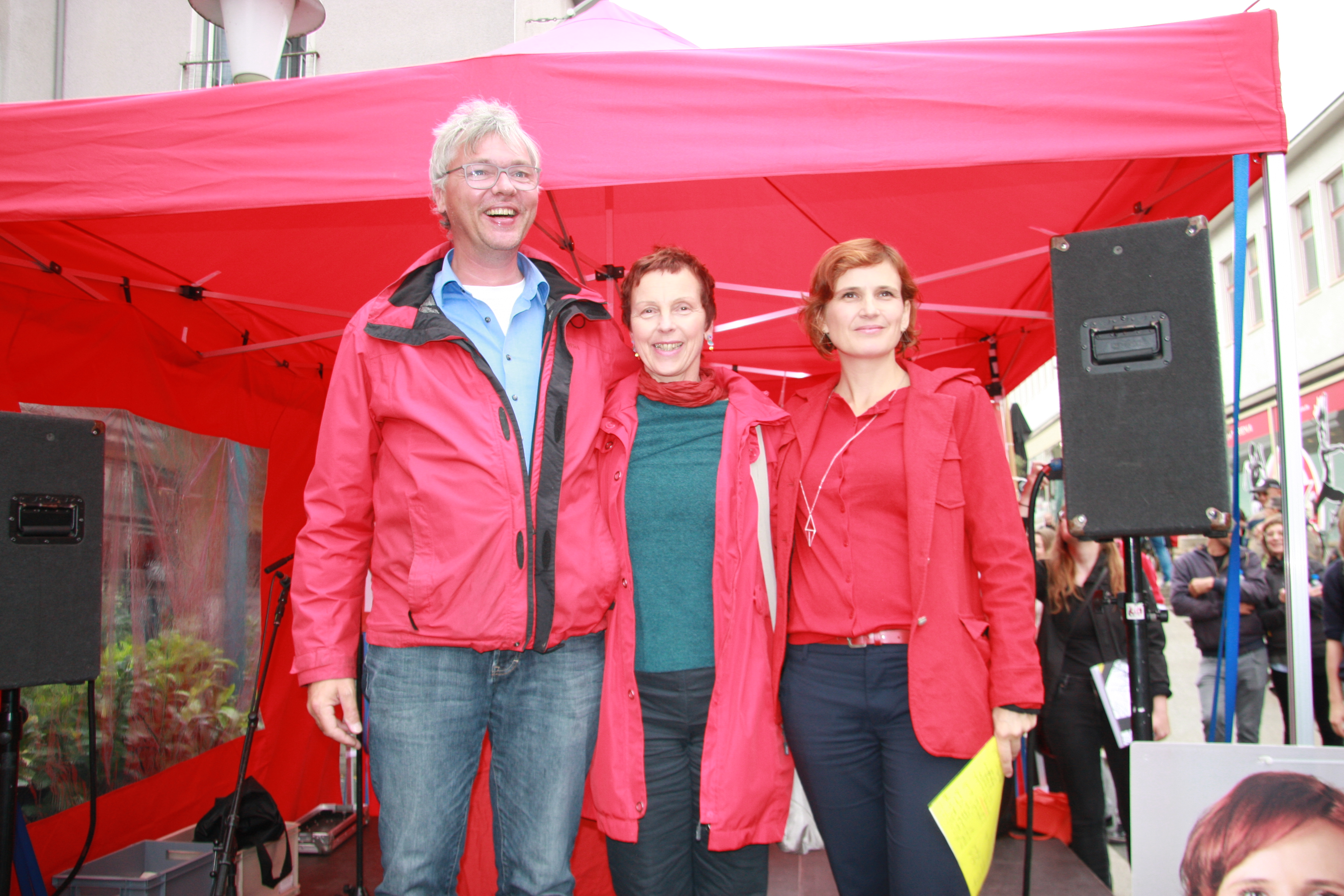
Sabine Leidig (Mitte) mit Katja Kipping und Torsten Felstehausen auf einer Wahlkampfveranstaltung in Kassel (2017)

Vor der Bundestagswahl 2009 wurde sie Mitglied der Partei Die Linke, für die sie auf Listenplatz 1 in Hessen zur Wahl kandidierte. Zur Bundestagswahl 2013 und Bundestagswahl 2017 wurde sie abermals auf Platz 1 der hessischen Landesliste ihrer Partei gewählt und zog 2009, 2013 und 2017 jeweils über die Landesliste in den Bundestag ein. Zusätzlich trat sie als Direktkandidatin im Bundestagswahlkreis Odenwald (2009), Bundestagswahlkreis Hanau (2013) und Bundestagswahlkreis Werra-Meißner – Hersfeld-Rotenburg (2017) an.
Sabine Leidig war 2009 bis 2017 verkehrspolitische Sprecherin der Linksfraktion. In der 17. Legislatur war sie bis zur Vorlage des Abschlussberichtes Mitglied der Enquete-Kommission Wachstum, Wohlstand, Lebensqualität – Wege zu nachhaltigem Wirtschaften und gesellschaftlichem Fortschritt in der Sozialen Marktwirtschaft. Sie leitete die Projektgruppe 5: Arbeitswelt, Konsumverhalten und Lebensstile.
Im 19. Deutschen Bundestag war sie ordentliches Mitglied im Ausschuss für Verkehr und digitale Infrastruktur mit dem Schwerpunkt Bahn, war stellvertretendes Mitglied im Ausschuss für Umwelt, Naturschutz und Reaktorsicherheit (2009–2013) sowie stellvertretendes Mitglied im Ausschuss für Ernährung und Landwirtschaft. Weiterhin gehörte sie dem Parlamentarischen Beirat für nachhaltige Entwicklung an und war im Vorstand der fraktionsübergreifenden Parlamentsgruppe Schienenverkehr.
2017 wurde sie Beauftragte für soziale Bewegungen ihrer Fraktion und in den Fraktionsvorstand gewählt.
Zur Bundestagswahl 2021 trat Leidig nicht mehr für die Landesliste der Die Linke Hessen an, aber erneut als Direktkandidatin im Bundestagswahlkreis Werra-Meißner – Hersfeld-Rotenburg. Mit 3,0 Prozent der Erststimmen verfehlte sie den Wiedereinzug ins Parlament und schied zum 26. Oktober 2021 aus dem Bundestag aus.

## Weitere politische Tätigkeiten
Zusammen mit anderen hat sie eine Homepage zu ökologischen Themen aufgebaut, die seit 2021 nicht mehr aktualisiert wird.
Am 24. Juni 2012 wurde Sabine Leidig als Vorstandssprecherin des Instituts Solidarische Moderne gewählt.
Beim Protest gegen Stuttgart 21 trat sie mehrere Male als Rednerin auf. Bei der Internationalen Degrowth-Konferenz in Leipzig im September 2014 engagierte sie sich zu Themen der Wachstumskritik.
Von 2016 bis 2018 war sie Mitglied im Vorstand der Partei Die Linke. 2019 gehörte sie zu den Gründungsmitgliedern der Bundesarbeitsgemeinschaft Klimagerechtigkeit in und bei der Partei Die Linke.
Im April 2024 wurde sie als 1. Vorstandssprecherin des Instituts Solidarische Moderne gewählt.

## Publikationen
- Volker Lösch, Gangolf Stocker, Sabine Leidig, Winfried Wolf (Hrsg.): Stuttgart 21 – Oder: Wem gehört die Stadt. PapyRossa Verlag, Köln 2011, ISBN 978-3-89438-450-0.
- Sabine Leidig (Hrsg.): LINKSVERKEHR – Projekte und Geschichten, Beton und Bewegung. oekom Verlag, München 2021, ISBN 978-3-96238-304-6.